# Los Reyes, Puruándiro
Los Reyes är en ort i Mexiko.   Den ligger i kommunen Puruándiro och delstaten Michoacán de Ocampo, i den centrala delen av landet, 250 km väster om huvudstaden Mexico City. Los Reyes ligger 2 017 meter över havet och antalet invånare är 786.
Terrängen runt Los Reyes är huvudsakligen kuperad, men åt sydväst är den platt. Runt Los Reyes är det ganska tätbefolkat, med 108 invånare per kvadratkilometer. Närmaste större samhälle är Puruándiro, 17,4 km sydväst om Los Reyes. I omgivningarna runt Los Reyes växer huvudsakligen savannskog.